# بافت تاریخی روستای روئین
بافت تاریخی روستای روئین مربوط به سده‌های ۶ و ۷ ه.ق است و در شهرستان اسفراین، بخش مرکز ی، دهستان روئین، ۷ کیلومتری شمال غرب اسفراین روستای روئین واقع شده و این اثر در تاریخ ۱۱ خرداد ۱۳۸۷ با شمارهٔ ثبت ۲۲۷۷۷ به‌عنوان یکی از آثار ملی ایران به ثبت رسیده است.